# Gulkana-Gletscher
Der Gulkana-Gletscher ist ein Gletscher im US-Bundesstaat Alaska an der Südflanke der östlichen Alaskakette.

## Geografie
Der 7 km lange Talgletscher hat sein Nährgebiet auf einer Höhe von 2100 m zwischen Institute Peak im Westen und Icefall Peak im Osten. Der etwa 500 m breite Gletscher strömt in südlicher Richtung und endet auf einer Höhe von ungefähr 1400 m. Die Gletscherzunge bildet die Quelle des Phelan Creek, einem rechten Nebenfluss des Delta River. Der Gletscher ist stark im Rückzug begriffen.
Der Richardson Highway passiert bei Paxson die Gletscherzunge des Gulkana-Gletscher in einer Entfernung von 9,5 km.